# Aslockton Castle

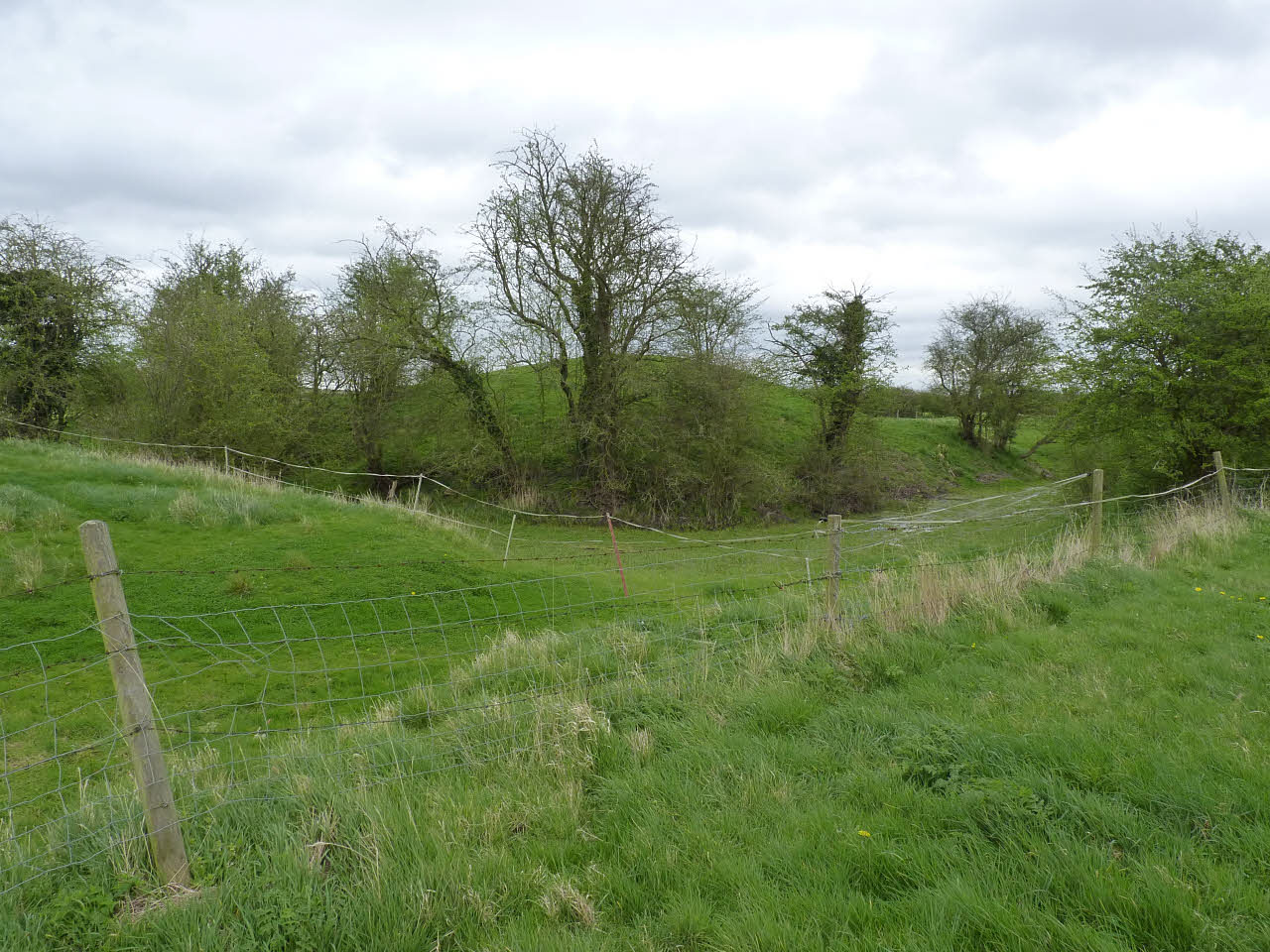
Cranmer’s Mound

Aslockton Castle ist eine Burgruine im Dorf Aslockton in der englischen Grafschaft Nottinghamshire.
Eine Motte wurde im 12. Jahrhundert errichtet. Nur Erdwerke sind davon heute noch erhalten. Der Mound heißt Cranmer’s Mound und ist etwa 4,8 Meter hoch. Südöstlich davon befinden sich zwei rechteckige Plattformen, die mit Gräben eingefriedet sind. Dort standen später Häuser der Familie Cranmer. Erzbischof Thomas Cranmer wurde hier geboren.